# Llengua nanai
La llengua nanai és una llengua del grup meridional de la família manxú-tungús. El nanai és una llengua parlada al nord-est de la Xina, concretament a Heilongjiang i és coneguda com a hezhen i a l'extrem est de Rússia, concretament al krai de Khabàrovsk.
Actualment, el nanai es troba en una fase avançada del procés de substitució lingüística pel xinès a la Xina i pel rus a la Federació Russa. Donada aquesta situació, a la Xina ja pràcticament no queden parlants, mentre que a Rússia es calcula que en queden uns 1.400.

## Distribució
La llengua nanai és la pròpia del poble nanai, que habita a l'extrem nord oriental de la Xina i al sud de l'extrem orient rus. Tot i ser la llengua d'aquest poble, actualment menys del 10% (d'un total de 17.357, dels quals 5.354 a la Xina segons el darrer cens de 2010 i 12.003 a Rússia segons l'últim cens) de la població nanai parla la seva llengua. La major part del poble nanai actualment parla rus i xinès.
És present de manera dispersa en alguns pobles i ciutats de les províncies de Heilongjiang i al krai de Khabàrovsk.

## Classificació i divisions
La llengua nanai forma part de la família de llengües manxú-tungús, juntament amb l'oroqen, el manxú o l'evenki. Dins d'aquesta família, forma part del grup meridional, juntament amb l'orok, el xibe i el manxú. De fet, Cinicius (1949), una de les primeres investigadores de la família manxú-tungús, considera l'orok, el xibe i el nanai dialectes d'una mateixa llengua; si bé l'ús del terme dialecte possiblement fa referència al fet d'haver-hi intel·ligibilitat mútua.
Normalment es divideix en dos o tres grups dialectals, segons l'autor. Els dos grups principals s'agrupen segons el curs del riu Amur: en superior, mitjà o inferior. Tot i així, donada la baixa quantitat de parlants, el fet que és un contínuum dialectal, l'extinció de moltes varietats i la migració de comunitats senceres, es fa difícil establir avui dia una classificació. Habitualment, la varietat que es pren com a nanai estàndard i és escrita és la naykhin.

## Escriptura
Els primers intents d'escriure en nanai comencen al segle xx a Rússia, fins als anys 30, en alfabet ciríl·lic antic, molt influït pel rus. Posteriorment, l'any 1932 es van aprovar alfabets de base llatina per a totes les llengües de Sibèria i l'est, impulsat per la Unió Soviètica i la seva política d'indigenització i promoció de les llengües de les minories nacionals. Aquest intent, però, va ser frenat l'any 1937 amb l'aprovació d'un nou alfabet de nou amb base ciríl·lica a causa dels canvis en la política lingüística, que ara promovien la russificació.
Actualment s'escriu en alfabet ciríl·lic a Rússia i en transliteració pinyin xinesa a la Xina, notablement des de la publicació d'un llibre de text escolar el 2005.

## Descripció lingüística
El nanai és una llengua aglutinant, d'ordre predominant SOV i casual, com la resta de llengües de la família manxú-tungús. També en consonància, té una alta quantitat de desinències casuals, fins a set.
Pel que fa a la fonètica, l'accent tendeix a caure en la darrera síl·laba de la paraula. Consta de 24 fonemes, 18 consonants i 6 vocals. Finalment, també destaca la presència d'harmonia vocàlica.